# Pete Walker
Pete Walker (nascut el 4 de juliol de 1939) és un director, escriptor i productor de cinema anglès, especialitzat en pel·lícules de terror i sexplotació, combinant sovint ambdues.

## Carrera
Nascut a Brighton, Walker va fer pel·lícules com Die Screaming, Marianne, The Flesh and Blood Show, House of Whipcord, Frightmare, House of Mortal Sin, Schizo, The Comeback, i La mansió de les ombres allargades.
Les seves pel·lícules sovint presentaven figures d'autoritat sàdiques, com sacerdots o jutges, que castigaven qualsevol persona, normalment dones joves, que no s'ajusti als seus estrictes codis morals personals, però ha negat que hi hagi cap subtext polític a les seves pel·lícules. A causa de la rapidesa amb què havia de fer les seves pel·lícules, Walker utilitzava sovint els mateixos actors fiables, com Andrew Sachs i Sheila Keith, aquest últim interpretant vilanes memorables en quatre de les imatges de Walker.
Walker va decidir retirar-se del cinema després de la seva darrera pel·lícula per centrar-se en comprar i restaurar cinemes.
Malcolm McLaren va contractar Walker per dirigir el documental sobre els The Sex Pistols titulat A Star Is Dead. Walker va ser una opció poc probable de director per a aquest projecte i l'acord va fracassar quan la banda es va separar.
L'obra de Walker va ser insultada i condemnada per alguns crítics contemporanis, mentre que d'altres es van sorprendre de trobar subtexts relativament sofisticats en allò que es feien i comercialitzaven com a pel·lícules d'explotació comercial. Tot i que les pel·lícules de Walker mai han sofert una reavaluació crítica de la mateixa manera que les pel·lícules de Hammer o els seus contemporanis nord-americans Tobe Hooper i Wes Craven, l'estrena l'any 2005 d'una caixa en DVD de cinc de les seves pel·lícules va ser acollida amb algunes bones notícies a la premsa nacional britànica.
Sobre el seu propi treball, Walker ha dit quan se li va preguntar si les seves pel·lícules tenien profunditats amagades: "Per descomptat que no. Però recentment vaig haver d'enregistrar comentaris per als llançaments en DVD, així que vaig veure les pel·lícules per primera vegada des que les vaig fer, i saps què? No són tan dolentes com em pensava. Però buscant un significat ocult... només eren pel·lícules. Tot el que volia fer era crear una mica d'entremaliadura."

## Filmografia
- For Men Only (1967)
- The Big Switch (1968)
- School for Sex (1969)
- Man of Violence (1969)
- Cool It Carol! (1970)
- Die Screaming, Marianne (1971)
- Four Dimensions of Greta (1972)
- The Flesh and Blood Show (1972)
- Tiffany Jones (1973)
- House of Whipcord (1974)
- Frightmare (1974)
- House of Mortal Sin (1975)
- Schizo (1976)
- The Comeback (1978)
- Home Before Midnight (1979)
- La mansió de les ombres allargades (1983)